# Premio Amanda 2007
La XXIII edizione del premio cinematografico norvegese premio Amanda (Amanda Awards in inglese) si tenne nel 2007.

## Vincitori
- Miglior film - Reprise
- Miglior attore - Raouf Saraj per Vinterland
- Miglior attrice - Ingrid Bolsø Berdal per Fritt vilt
- Miglior attore/attrice non protagonista - Henrik Mestad per Sønner
- Miglior regista - Joachim Trier per Reprise
- Miglior sceneggiatore - Eskil Vogt, Joachim Trier per Reprise
- Miglior film per ragazzi - Jenter
- Miglior documentario - Jenter
- Public Choice Award - Fritt vilt